# Flughafen Donezk

i8
i11
i13
Der Flughafen Donezk (ukrainisch Міжнародний аеропорт «Донецьк», englisch Donetsk International Airport, IATA-Code: DOK, ICAO-Code: UKCC) war ein Flughafen nahe der Stadt Donezk in der Ukraine.
Die Geschichte des Flughafens Donezk begann am 27. Juli 1931, als der Stadtsowjet den Bau eines zivilen Flugfeldes für Stalino (die Stadt trug seit 1924 zu Ehren Stalins diesen Namen) beschloss. Die Eröffnung erfolgte 1933. Im Zweiten Weltkrieg wurde der Flughafen militärisch genutzt. In den Jahren nach dem Krieg entwickelte sich der Flughafen anfangs sehr schleppend; in den 1970er Jahren stieg die Bedeutung des Flughafens in der Ukraine. Parallel wurde dazu 1974 die Start- und Landebahn auf 2500 m verlängert, in die Flugsicherung investiert und ein neues Fluggastgebäude eingeweiht. Ein großes Wachstum begann nach der Auflösung der Sowjetunion und der Unabhängigkeit der Ukraine; einige mitteleuropäische Flugziele kamen zum Liniennetz hinzu. Im Sommer 2011 wurde die Start- und Landebahn mit 4000 m Länge eröffnet. Der Flughafen wurde nach dem Komponisten Sergei Prokofjew benannt. Im russischen Krieg in der Ukraine wurde der Flughafen ab 2014 komplett zerstört.

## Flugunfall
Am 13. Februar 2013 stürzte eine Antonow An-24 der ukrainischen South Airlines (UR-WRA) beim Flug von Odessa nach Donezk durch einen Strömungsabriss während eines Durchstartversuchs ab. Der Kapitän hatte vorher bereits die vorgeschriebene Entscheidungshöhe unterschritten. Von den 52 Insassen starben 5, weitere 8 wurden verletzt (siehe auch South-Airlines-Flug 8971).

## Russisch-Ukrainischer Krieg

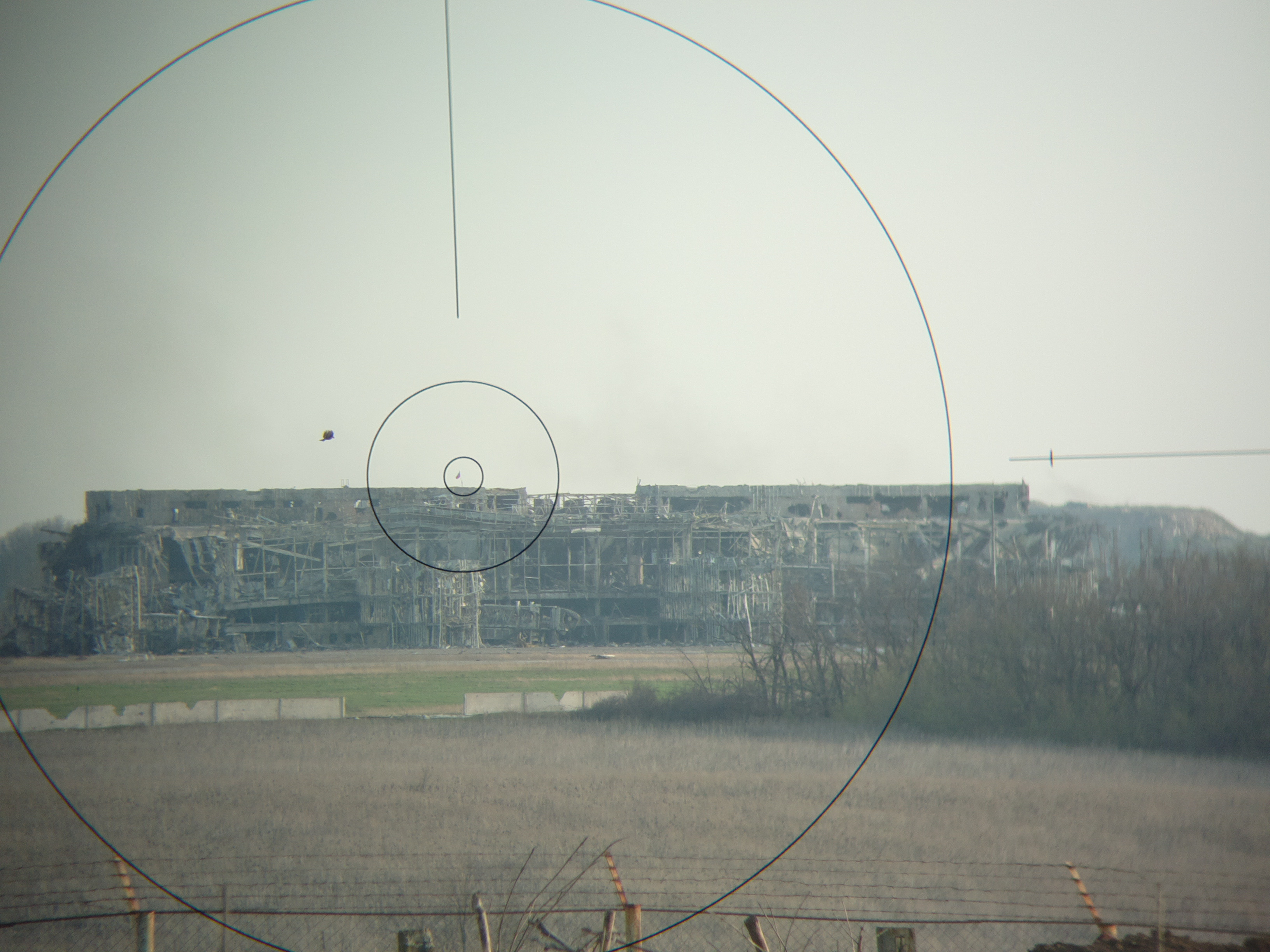
Blick auf den zerstörten Flughafen Donezk von einer Position der ukrainischen Armee im April 2015. Im Hintergrund ist die russische Flagge auf dem Dach zu erkennen.

Der Flughafen spielte bis zum Beginn des russischen Krieg in der Ukraine eine wichtige Rolle im ukrainischen Zivilluftverkehr. Die Abfertigungseinrichtungen hatten eine Kapazität von 700 Passagieren pro Stunde. Viele multinationale Fluglinien flogen den Flughafen an. Das Liniennetz umfasste Flugziele hauptsächlich in den Staaten der GUS, in Mitteleuropa, in Ferienregionen in Übersee und im Nahen Osten.
Am 25. Mai 2014, einen Tag nach der Präsidentschaftswahl in der Ukraine, wurde der Flughafen durch Separatisten übernommen und geschlossen. Im Anschluss wurde er durch ukrainische Truppen zurückerobert. Alle Flüge wurden bis zunächst 30. Juni 2014 eingestellt. Eine baldige Wiederaufnahme des Betriebes galt als unwahrscheinlich, da das Terminalgebäude bei den Kampfhandlungen schwer beschädigt und verwüstet worden sowie teilweise eingestürzt war.
Der Flughafen wurde später zum Mittelpunkt der Kämpfe zwischen den Russland zugeneigten Separatisten (vgl.: Volksrepublik Donezk) und ukrainischen Regierungstruppen. Die Separatisten versuchten, trotz diverser Vereinbarungen über Waffenstillstände, das Gelände zu erobern, während die Ukraine den Flughafen nicht aufgeben wollte. Nachdem internationale Beobachter der OSZE am 14. Januar 2015 daran gehindert worden waren, die Lage vor Ort zu untersuchen, verkündeten die Separatisten am 15. Januar 2015 die vollständige Besetzung des Geländes.